# Краса, Ганс
Ганс Краса (чеш. Hans Krása, 30 ноября 1899, Прага, тогда Австро-Венгрия — 17 октября 1944, Освенцим) — чешский композитор.

## Биография
Родился в смешанной семье: отец — чех, мать — еврейка. Учился фортепиано, скрипке и композиции в Немецкой музыкальной академии в Праге. В Пражской государственной опере познакомился с Александром фон Цемлинским. В 1927 году последовал за ним в Берлин, где был представлен Альберу Русселю. Краса несколько раз ездил из Берлина в Париж брать уроки у Русселя.
Как композитор дебютировал в 1920 году («Четыре песни для оркестра», на стихи Кристиана Моргенштерна). Написал оперу для детей «Брундибар» (чеш. Brundibár; 1938).
19 августа 1942 года был арестован, этапирован в гетто Терезиенштадта, где переработал оперу, в новой редакции выдержавшую в Терезиенштадте 55 представлений. Многое из написанного в Терезиенштадте, где Краса был творчески необыкновенно активен, не сохранилось.
В октябре 1944 года Ганс Краса был отправлен в Освенцим, где вскоре погиб.

## Произведения
- Orchestergrotesken mit begleitender Singstimme (4) op. 1 (1920—1921, на стихи К. Моргенштерна
- Der Schläfer im Tal для голоса и оркестра (1925, на стихи Рембо)
- Симфония с голосом для небольшого оркестра (1925, на стихи Рембо)
- Verlobung im Traum, опера в двух актах (1928—1930, по новелле Достоевского «Дядюшкин сон»)
- Zeme je Pane, кантата псалмов (1931)
- Лисистрата, музыка к спектаклю (1934, либретто Макса Брода по Аристофану, постановка не осуществилась)
- Mladi ve hre (1934, музыка к спектаклю, по пьесе Адольфа Хоффмайстера)
- Kammermusik для клавесина и семи инструментов (1936)
- Брундибар, опера для детей в двух действиях (1936, по либретто А. Хоффмайстера, новая редакция — 1942—1943)
- 3 песни для баритона, кларнета, альта и виолончели (1942, на стихи Рембо)
- Увертюра для небольшого оркестра (1943)
- Тема и вариации для струнного квартета (Квартет № 2) (1935—1943, на тему А. Рембо)
- Танец для струнного трио (1943—1944)
- Пассакалия и фуга для струнного трио (1944)

## Наследие
В последние годы произведения Красы, вместе с музыкой разделивших его судьбу Павела Хааса, Гидеона Кляйна, Эрвина Шульхофа, Виктора Ульмана, активно исполняются и записываются. Особой популярностью пользуется детская опера Красы, переведенная на многие европейские языки и исполнявшаяся в разных странах. В 2015 году детская опера «Брундибар» была впервые поставлена на русском языке в Волгограде и Москве.